# Diuca diuca
Diuca diuca е вид птица от семейство Тангарови (Thraupidae).

## Разпространение
Видът е разпространен в Аржентина, Боливия, Бразилия, Уругвай и Чили.